# Udonen
Die Udonen waren ein Adelsgeschlecht, das vom 10. bis ins 12. Jahrhundert als Grafen den Norden und Osten des Elbe-Weser-Dreiecks verwaltete. Heinrich von Stade („der Kahle“, † 976) nahm seinen Sitz in Harsefeld und errichtete dort 965/969 die Burg Harsefeld. Wohl 1014 verlegten die Grafen ihren Sitz nach Stade und nannten sich Grafen von Stade.
Heinrichs Enkel Udo I. wurde im Jahr 1056 Markgraf der Nordmark. Die Nordmark umfasste die heutigen Gebiete östlich der Altmark an der Mittelelbe. Alsbald, aber auch noch nach ihrem Aussterben wurde die Grafschaft an der Unterelbe in Urkunden als comitatus marchionis Udonis (Grafschaft des Markgrafen Udo) bezeichnet. Die Udonen ließen sich die Reichsunmittelbarkeit für die Grafschaft Stade 1063 vom Erzbistum Bremen abkaufen und regierten fortan dort als dessen Vasallen, in der Altmark aber bis 1134 als Reichsfürsten. Mit den Brüdern Udo IV. († 1130), Rudolf II. († 1144) und Erzbischof Hartwig I. von Bremen starb die Familie im Mannesstamm aus. Der Grafentitel für die Nordmark ging schon 1134 an den Askanier Albrecht I., dem deren erneute Ausdehnung nach Osten – nun als Mark Brandenburg – gelang.
Hartwig wurde wegen seines geistlichen Standes das Recht, Rudolf zu beerben, durch Heinrich den Löwen streitig gemacht, der die Grafschaft Stade ab 1145 für einige Jahre regierte. Erst nach seiner Absetzung durch Kaiser Friedrich Barbarossa kam der größte Teil der Grafschaft unter die direkte weltliche Herrschaft der Bremer Erzbischöfe.

## Familiengeschichte
Die Udonen werden nach einem ihrer Leitnamen benannt. Der Name Udo kam über Judith, eine Tochter des Grafen Udo I. in Rheingau und Wetterau († 949), in die Familie und wurde später mit den anderen Leitnamen Lothar bzw. Luder zu Luder-Udo kombiniert.
Da Kunigunde, die Mutter des bekannten Geschichtsschreibers Bischof Thietmar von Merseburg, eine Udonin war, finden wir in seiner Chronik verlässliche Nachrichten über die Anfänge ihrer Familie. Thietmar erwähnt, dass zwei seiner Urgroßväter namens Liutheri in der Schlacht von Lenzen (5. September 929) fielen. Sein Großvater mütterlicherseits war Graf Heinrich, der mit Judith verheiratet war.
In Fulda wird seit über tausend Jahren der Ragyndrudis Codex verwahrt. Mit ihm versuchte sich nach der Überlieferung der heilige Bonifatius 754 bei seinem Märtyrertod in Dokkum vergeblich zu schützen. Auf der vorletzten Seite befindet sich eine Gedenkeintragung der Udonen in einer Handschrift aus dem Ende des 10. Jahrhunderts, welche mit einem Grafen Heinrich, seiner Frau Hildegard und ihrer Tochter Hildegard beginnt (Abb. bei Hucke, zw. S. 10 und 11). Ungeklärt ist, ob an der Spitze der Gedenkeintragung Graf Heinrich der Kahle, oder dessen Sohn Graf Heinrich II., genannt der Gute, steht. Aus der Gedenkeintragung ergeben sich als Stammeltern Liutheri und Suuanihilt.
Thietmar von Merseburg betont, dass sein Großvater Graf Heinrich I. mit Kaiser Otto I. nah verwandt war. Der Verwandtschaftsgrad ist unbekannt. Die Nähe wird dadurch bestätigt, dass Graf Heinrich denselben Namen wie König Heinrich I. trug. Zu seiner Sippe gehörten nach der Gedenkeintragung in Fulda zwei nicht genau einzuordnende Gerburg bzw. Gerburc, was an König Heinrichs I. Tochter Gerberga erinnert. Graf Heinrich der Kahle hatte zudem eine durch Thietmar von Merseburg gesicherte Tochter Hathui, die das Patenkind Ottos des Großen war und durch seinen Einfluss 973 mit 12 Jahren Äbtissin von Heeslingen (bei Zeven) wurde. Hathui hieß schon die Mutter König Heinrichs I. Bisher wird eine Verbindung über den 929 gefallenen Lothar vermutet. Da Lothar und Schwanhild ihre beiden Söhne Siegfried und Heinrich (der Kahle) nannten und bei den Ottonen Siegfried nicht vorkommt, dürfte Lothar seinen Sohn Siegfried nach seinen eigenen Vorfahren genannt haben. Daher wird Schwanhild eine Königsverwandte gewesen sein. Denkbar erscheint eine Tochter König Heinrichs I. aus dessen erster Ehe mit Hatheburg von Merseburg. Jedenfalls steht ein Ehepaar Liutker und Suanehilt, gekennzeichnet mit einem rätselhaften F, an 19. und 20. Stelle auf einer vor 929 zu datierenden Liste mit 72 Namen im Verbrüderungsbuch von St. Gallen. Es handelt sich um die Verwandten und Vasallen der an der Spitze stehenden König Heinrich I. und Königin Mathilde.
Sehr wahrscheinlich stammte der erste namentlich bekannte Udone Lothar/Luidger nicht aus dem Raum Stade. Das Schicksal seines Sohnes Siegfried ist unbekannt. Bis zur ersten Hälfte des 20. Jahrhunderts wurde angenommen, dass Lothars Sohn Siegfried Stammvater der Grafen von Northeim wurde, was zu einem Königsverwandten passen würde. Dies wird heutzutage nicht mehr vertreten – vielleicht zu Unrecht. Siegfrieds Bruder Heinrich der Kahle wurde vermtl. mit der Verwaltung der Grafschaften des Billungers Wichmann d. Ä. im Elbe-Weser-Dreieck beauftragt, als dieser 944 verstarb und seine beiden minderjährigen Söhne Wichmann d. J. und Ekbert der Einäugige die Verteidigung der unteren Weser und Elbe noch nicht leisten konnten. Als Wichmann und Ekbert sich in mehreren Fehden gegen ihren Onkel Hermann Billung und ihren Vetter König Otto I. – seine Mutter Mathilde war eine Schwester ihrer verstorbenen Mutter – wandten, kämpften Heinrich I. und sein Bruder Siegfried auf Seiten des Herzogs. 957/58 söhnte sich Ekbert mit seinen Verwandten aus, während sein Bruder Wichmann immer wieder zu den Waffen griff. 959 verwaltete Graf Heinrich der Kahle als Legat die Grafschaft Wichmanns in den Gauen Helinge und Moside. Nachdem Wichmann d. J. 967 als Geächteter gefallen war, wird Heinrich der Kahle endgültig mit der Grafschaft beiderseits der Elbe und vermutlich auch mit anderen Rechten der Wichmann-Linie im Elbe-Weser-Dreieck belehnt worden sein. 969 erhielt er die Erlaubnis, in Harsefeld (auch Rosenfeld genannt) eine Burg zu errichten, die seine Nachkommen 1001/10 in ein Weltstift und 1100/01 in ein Mönchskloster umwandelten. Der Grafensitz war auf die Burg Stade verlegt worden, nach der das Geschlecht und die Grafschaft später benannt wurden.
Im 11. Jahrhundert berichtet Adam von Bremen, dass die Grafschaft der Udonen über das ganze Gebiet des Erzstifts Hamburg/Bremen verstreut war. Graf Luder-Udo I. wurde Ende 1056 als Markgraf zusätzlich mit der Nordmark belehnt und starb ein Jahr später. Sein Sohn Udo II. erbte beide Lehen, willigte aber gegen viel Geld darin ein, dass die Grafschaft Stade ein Lehen des Erzstifts Hamburg/Bremen wurde. Markgrafen der Nordmark blieben die Udonen, bis 1128 Markgraf Heinrich IV. ohne Söhne starb. Die Grafschaft Stade wurde ihnen – beginnend ab 1106 – durch den aus ihrer Ministerialität stammenden Grafen Friedrich von Stade entfremdet, der 1125 durch König Lothar III. freigelassen und vom Erzbischof mit der Grafschaft Stade belehnt wurde. Erst nach Friedrichs Tod (13. April 1135) wurde der letzte weltliche Udone Rudolph II. von Freckleben mit der Grafschaft Stade belehnt. Nachdem Graf Rudolph II. 1144 in Dithmarschen gefallen war, ließ sich sein Bruder Hartwig als Dompropst in Bremen mit der Grafschaft Stade belehnen. Nach seiner Zeit als Erzbischof Hartwig I. (1148–1168) fiel sein Lehen an die Hamburg-Bremer Kirche heim. Die Udonen waren im Mannesstamm erloschen.